# The Mick
The Mick ist eine US-amerikanische Sitcom, die von Dave Chernin und John Chernin erdacht wurde. Kaitlin Olson spielt eine der Hauptrollen und ist gleichzeitig geschäftsführende Produzentin der Serie.
In den Vereinigten Staaten startete die Serie am 1. Januar 2017 beim Fernsehsender Fox. Die deutschsprachige Erstausstrahlung erfolgte am 24. Juni 2017 bei ORF eins.
Am 10. Mai 2018 wurde die Serie nach zwei Staffeln abgesetzt.

## Inhalt
Mackenzie „Mickey“ Molng zieht von Warwick, im US-Bundesstaat Rhode Island, nach Greenwich, Connecticut. Obwohl sie eine allgemein recht unverantwortliche Person ist, muss sie die elterliche Beschützerin für ihre Nichte und Neffen werden, nachdem ihre entfremdete und wohlhabende Schwester Pamela „Poodle“ Pemberton und ihr Ehemann Christopher vom FBI wegen Betrugs und Steuerhinterziehung verhaftet wurden. Nach einem Tag, an dem sie die drei Kinder betreut, bekommt Mickey einen Anruf von ihrer Schwester, die ihr mitteilt, dass sie und Christopher aus dem Land fliehen. Als Folge davon versucht Mickey, die drei Kinder mit Hilfe ihres Pseudo-Freundes Jimmy und der Haushälterin Alba aufzuziehen.

## Besetzung und Synchronisation
Die deutschsprachige Synchronisation der Serie erfolgte bei der Arena Synchron in Berlin unter dem Dialogbuch von Eva Schaaf und der Dialogregie von Nicolás Artajo.
| Rollenname               | Schauspieler       | Synchronsprecher |
| ------------------------ | ------------------ | ---------------- |
| Mackenzie „Mickey“ Molng | Kaitlin Olson      | Shandra Schadt   |
| Sabrina Pemberton        | Sofia Black-D’Elia | Jill Böttcher    |
| Chip Pemberton           | Thomas Barbusca    | Nicolas Rathod   |
| Ben Pemberton            | Jack Stanton       | Tom Hasper       |
| Alba Maldonado           | Carla Jimenez      | Iris Artajo      |
| James „Jimmy“ Shepherd   | Scott MacArthur    | Jesco Wirthgen   |

Nebenbesetzung
| Rollenname                | Schauspieler    | Synchronsprecher |
| ------------------------- | --------------- | ---------------- |
| Pamela „Poodle“ Pemberton | Tricia O’Kelley | Cathlen Gawlich  |
| Christopher Pemberton     | Laird Macintosh | Tim Moeseritz    |
| Colonel Pemberton         | E. J. Callahan  |                  |
| Direktor Gibbons          | Wayne Wilderson | Sven Fechner     |
| Fred the Fed              | Arnell Powell   | Peter Sura       |

## Ausstrahlung
In den USA startete die Serie auf dem Sender Fox am 1. Januar 2017 und erreichte 8,58 Millionen Zuschauer. Die erste Staffel lief dort bis zum 2. Mai 2017 und erreichte beim Staffelfinale noch 1,89 Millionen Zuschauer. Die zweite Staffel startete am 26. September 2017 mit 2,67 Millionen Zuschauer und endete am 3. April 2018 mit 1,78 Millionen Zuschauer.
Die deutschsprachige Erstausstrahlung erfolgte am 24. Juni 2017 beim österreichischen Sender ORF eins, das erste Staffelfinale wurde am 28. Oktober 2017 ausgestrahlt. In Deutschland startete die Serie ursprünglich ab dem 27. Juni 2017 beim Sender ProSieben, wurde aufgrund unzulänglicher Quoten dort aber nach nur drei Folgen wieder beendet. Seit dem 2. Januar 2018 war die erste Staffel wieder in Doppelfolgen im dienstägigen Mitternachtsprogramm des Senders zu sehen, das erste Staffelfinale wurde am 21. Februar 2018 ausgestrahlt. Beim Pay-TV-Sender ProSieben Fun erfolgte die deutschsprachige Erstausstrahlung der zweiten Staffel zwischen dem 28. April und 14. Juli 2018.